# Paul Frommelt
Paul Frommelt, né le 9 août 1957 à Schaan, est un skieur alpin liechtensteinois. Il est le frère de Willi Frommelt. Spécialiste du slalom, il remporte quatre épreuves de Coupe du monde et termine deuxième de la spécialité en 1985 et 1986. Il termine troisième des Championnats du monde en 1978 et troisième des Jeux olympiques en 1988.

## Palmarès

### Jeux olympiques
| Édition / Épreuve   | Descente | Super G                          | Slalom géant | Slalom      | Combiné                          |
| ------------------- | -------- | -------------------------------- | ------------ | ----------- | -------------------------------- |
| JO 1976 Innsbruck   | —        | Épreuve inexistante à cette date | Abandon      | —           | Épreuve inexistante à cette date |
| JO 1980 Lake Placid | —        | Épreuve inexistante à cette date | Disqualifié  | Abandon     | Épreuve inexistante à cette date |
| JO 1984 Sarajevo    | —        | Épreuve inexistante à cette date | Abandon      | Disqualifié | Épreuve inexistante à cette date |
| JO 1988 Calgary     | —        | —                                | Abandon      | Bronze      | 16e                              |

### Championnats du monde
| Édition / Épreuve                    | Descente | Super G                          | Slalom géant | Slalom      | Combiné                          |
| ------------------------------------ | -------- | -------------------------------- | ------------ | ----------- | -------------------------------- |
| JO 1976 Innsbruck                    | —        | Épreuve inexistante à cette date | —            | —           | Épreuve inexistante à cette date |
| Mondiaux 1978 Garmisch-Partenkirchen | —        | Épreuve inexistante à cette date | Abandon      | Bronze      | —                                |
| JO 1980 Lake Placid                  | —        | Épreuve inexistante à cette date | Disqualifié  | Abandon     | —                                |
| Mondiaux 1982 Schladming             | —        | Épreuve inexistante à cette date | —            | Abandon     | —                                |
| Mondiaux 1985 Bormio                 | —        | Épreuve inexistante à cette date | —            | Disqualifié | —                                |
| Mondiaux 1987 Crans-Montana          | —        | —                                | —            | 9e          | —                                |
| Mondiaux 1989 Vail                   | —        | —                                | —            | 7e          | 17e                              |

### Coupe du monde
- Meilleur résultat au classement général : 10e en 1977
  - 4 victoires : 4 slaloms

#### Différents classements en coupe du monde
| Saison / Épreuve | Saison / Épreuve | Général | Général | Slalom | Slalom | Géant  | Géant  |
| ---------------- | ---------------- | ------- | ------- | ------ | ------ | ------ | ------ |
| Saison / Épreuve | Saison / Épreuve | Class.  | Points  | Class. | Points | Class. | Points |
| 1976             | 1976             | 56e     | 2       | 23e    | 2      | -      | -      |
| 1977             | 1977             | 10e     | 99      | 3e     | 77     | 20e    | 4      |
| 1978             | 1978             | 33e     | 15      | 12e    | 18     | -      | -      |
| 1979             | 1979             | 17e     | 68      | 5e     | 92     | -      | -      |
| 1980             | 1980             | 25e     | 43      | 10e    | 45     | -      | -      |
| 1981             | 1981             | 17e     | 77      | 5e     | 77     | -      | -      |
| 1982             | 1982             | 31e     | 44      | 8e     | 44     | -      | -      |
| 1983             | 1983             | 41e     | 34      | 14e    | 34     | -      | -      |
| 1984             | 1984             | 40e     | 37      | 15e    | 32     | 37e    | 5      |
| 1985             | 1985             | 19e     | 80      | 2e     | 80     | -      | -      |
| 1986             | 1986             | 20e     | 100     | 2e     | 100    | -      | -      |
| 1987             | 1987             | 63e     | 12      | 24e    | 12     | -      | -      |
| 1988             | 1988             | 23e     | 52      | 4e     | 52     | -      | -      |
| 1989             | 1989             | 34e     | 42      | 10e    | 42     | -      | -      |
| 1990             | 1990             | 44e     | 26      | 17e    | 26     | -      | -      |

#### Détail des victoires
| Saison / Épreuve | Slalom           | Total |
| 1979             | Crans Montana II | 1     |
| 1981             | Oberstaufen      | 1     |
| 1986             | Kitzbühel        | 1     |
| 1988             | Saalbach         | 1     |
| Total            | 4                | 4     |

### Arlberg-Kandahar
- Meilleur résultat : 3e place dans le slalom 1977 à Sankt Anton